# 歙县鲍氏宗祠
歙县鲍氏宗祠是一座保存完整的清代鲍姓祠堂，位于中国安徽省黄山市歙县上丰乡蕃村，完成于1787年（乾隆五十二年）。
2019年10月，歙县鲍氏宗祠公布为全国重点文物保护单位。